# Ольховка (Мядельський район)
Ольховка (біл. вёска Альхоўка) — село в складі Мядельського району Мінської області, Білорусь. Село підпорядковане Будславській сільській раді, розташоване в північній частині області.